# Sân bay quốc tế Xiêm Riệp
Sân bay Quốc tế Angkor (IATA: REP, ICAO: VDSR) là sân bay lớn thứ 2 Campuchia, tọa lạc tại Xiêm Riệp, gần kỳ quan Angkor Wat. Sân bay có một đường băng dài 2.550 m

## Các hãng hàng không và tuyến điểm

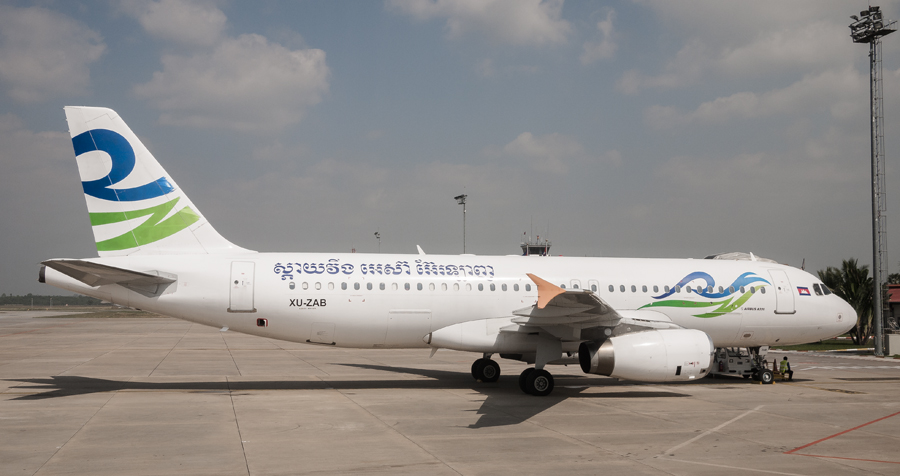
Sky Wings Asia Airlines at Siem Reap International Airport.

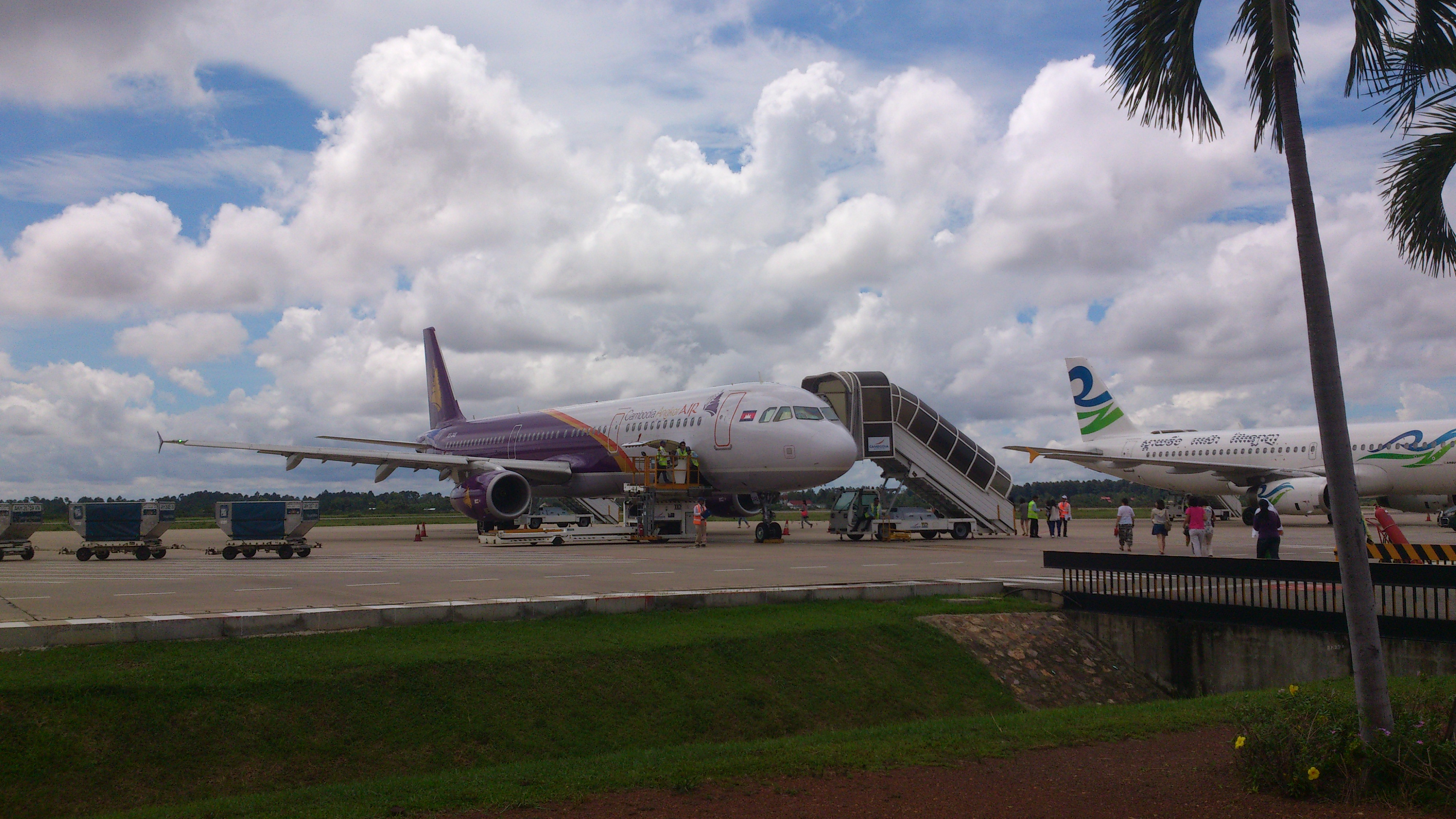
Siem Reap International Airport ramp.

| Hãng hàng không           | Các điểm đến | Route           |
| ------------------------- | --- | --------------- |
| AirAsia                   | Kuala Lumpur | Quốc tế         |
| Air Busan                 | Busan | Quốc tế         |
| Air China                 | Bắc Kinh–Thủ đô | Quốc tế         |
| Apsara International Air  | Phnom Penh Thuê chuyến: Krabi | Nội địa         |
| Asia Atlantic Airlines    | Tokyo–Narita | Quốc tế (Ngưng) |
| Asiana Airlines           | Seoul–Incheon | Quốc tế         |
| Bangkok Airways           | Bangkok–Suvarnabhumi, Phuket | Quốc tế         |
| Bassakaair                | Phnom Penh | Nội địa         |
| Cambodia Angkor Air       | Phnom Penh, Sihanoukville | Nội địa         |
| Cambodia Angkor Air       | Bangkok–Suvarnabhumi, Trường Sa, Quảng Châu, Hà Nội, Tp. Hồ Chí Minh, Đà Nẵng, Thượng Hải-Phố Đông, Thuê chuyến: Thành Đô, Trùng Kháng, Đà Nẵng, Phúc Châu, Hàng Châu, Nam Xương, Ninh Ba, Singapore, Trịnh Châu, Ôn Châu, Vô Tích, Hạ Môn, Trịnh Châu,                                            | Quốc tế         |
| Cambodia Bayon Airlines   | Phnom Penh | Nội địa         |
| Cebu Pacific              | Manila | Quốc tế         |
| China Eastern Airlines    | Thượng Hải–Pudong, Côn Minh Thuê chuyến: Bắc Kinh–Thủ đô, Thành Đô, Trùng Khánh, Hàng Châu, Nam Kinh, Vũ Hán, Tây An | Quốc tế         |
| China Southern Airlines   | Quảng Châu Thuê chuyến Thâm Quyến | Quốc tế         |
| Dragonair                 | Hong Kong | Quốc tế         |
| Eastar Jet                | Seoul–Incheon | Quốc tế         |
| Far Eastern Air Transport | Thuê chuyến: Cao Hùng, Taipei–Taoyuan | Quốc tế         |
| Hong Kong Express Airways | Hong Kong (từ 1/10/2015) | Quốc tế         |
| Japan Airlines            | Thuê chuyến: Tokyo–Narita, Osaka–Kansai | Quốc tế         |
| Jetstar Asia Airways      | Singapore | Quốc tế         |
| Jin Air                   | Thuê chuyến: Seoul–Incheon | Quốc tế         |
| Korean Air                | Busan, Seoul–Incheon | Quốc tế         |
| Lao Airlines              | Luang Prabang, Pakse, Vientiane | Quốc tế         |
| Malaysia Airlines         | Kuala Lumpur | Quốc tế         |
| Shandong Airlines         | Trùng Khánh, Tế Nam | Quốc tế         |
| Shanghai Airlines         | Thuê chuyến Phúc Châu, Hạ Môn | Quốc tế         |
| SilkAir                   | Đà Nẵng, Singapore | Quốc tế         |
| Sky Angkor Airlines       | Sihanoukville | Nội địa         |
| Sky Angkor Airlines       | Hà Nội, Nam Ninh, Busan, Seoul–Incheon, Vientiane Thuê chuyến: Bangkok–Suvarnabhumi, Trùng Khánh, Choengju, Đại Liên (begins ngày 17 tháng 1 năm 2015), Đà Nẵng, Hợp Phì, Cao Hùng, Côn Minh, Macau, Matsumoto, Muan, Niigata, Đài Bắc-Đào Viên, Takamatsu, Hạ Môn Theo mùa Thuê chuyến: Quý Dương | Quốc tế         |
| Spring Airlines           | Thượng Hải–Pudong | Quốc tế         |
| Thai AirAsia              | Bangkok–Don Mueang | Quốc tế         |
| Tianjin Airlines          | Thiên Tân | Quốc tế         |
| T'way Airlines            | Thuê chuyến: Seoul–Incheon | Quốc tế         |
| V Air                     | Đài Bắc–Đào Viên | Quốc tế         |
| VietJet Air               | Hà Nội | Quốc tế         |
| Vietnam Airlines          | Đà Nẵng, Hà Nội, Ho Chi Minh City, Luang Prabang Thuê chuyến Nha Trang, Phú Quốc | Quốc tế         |
| Wat Phnom Airlines        | Thuê chuyến: Đài Bắc– Đào Viên | Quốc tế (Ngừng) |
| Xiamen Airlines           | Phúc Châu, Hạ Môn | Quốc tế         |